# تصوير الوريد البابي
تصوير الوريد البابي أو تصوير وريد الباب أو التصوير البابي (بالإنجليزية: Portography)‏ هوَ تصوير شعاعي للوريد البابي بعد حَقنه بمادة تباين ذات كثافة إشعاعية.